# تومي كلارك
تومي كلارك (بالإنجليزية: Tommy Clarke)‏ هو لاعب كرة قاعدة أمريكي، ولد في 9 مايو 1888 في نيويورك في الولايات المتحدة، وتوفي في 14 أغسطس 1945 في Corona, Queens ‏ في الولايات المتحدة.

## وصلات خارجية
- تومي كلارك على موقعبيزبول رفرنس.كوم (الدوري الرئيسي) (الإنجليزية)
- تومي كلارك على موقعبيزبول رفرنس.كوم (الدوري الثانوي) (الإنجليزية)